# Rodolphe Salis

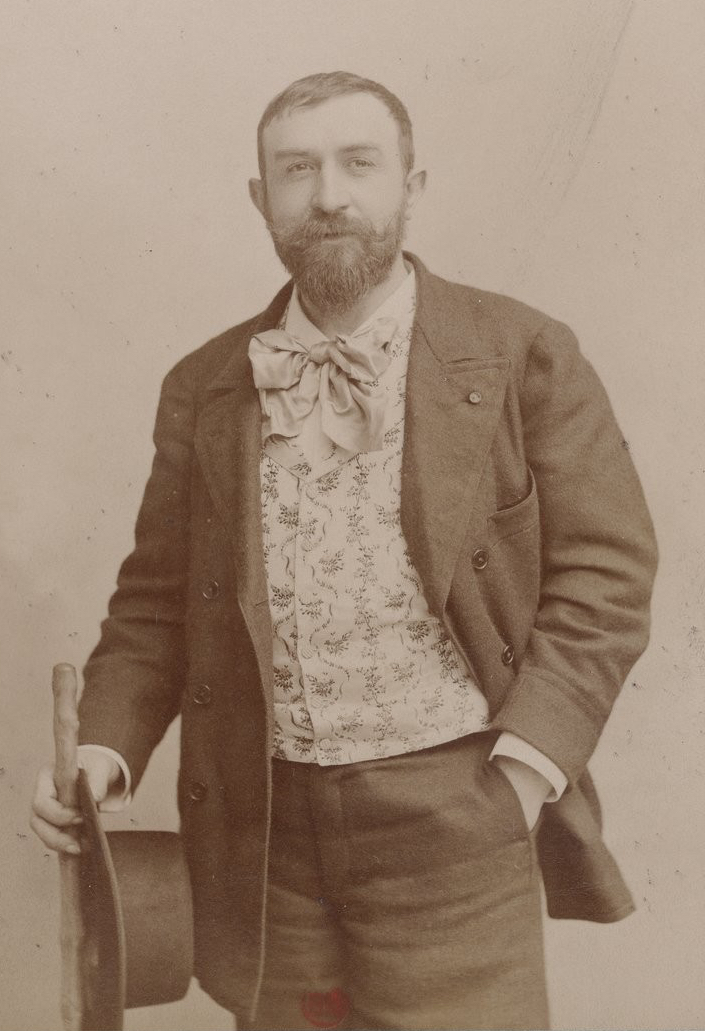
Louis Rodolphe Salis

Louis Rodolphe Salis, nacido en Châtellerault el 29 de mayo de 1851 y muerto en Naintré el 20 de marzo de 1897, fue el creador, animador, propietario y alma del famoso cabaret Le Chat Noir.

## Biografía
Hijo de un tabernero de Châtellerault, Rodolphe Salis llegó a París en 1872, al terminar el servicio militar, y se instaló en el Barrio Latino, en el hotel de Rome, en la calle de Seine. Fundó la «escuela vibrante o iriso-subversiva de Chicago», para dar importancia a su grupo artístico y, sobre todo, para inspirar confianza a los editores de imágenes religiosas. De hecho, para vivir fabricaba viacrucis y otros objetos religiosos que pintaba en serie con unos amigos.

«En fait, elle avait surtout pour but immédiat mais non avoué la confection en série de chemins de croix à huit et quatorze francs pièce pour un magasin d'objets religieux du quartier Saint Sulpice. La besogne, ô combien fastidieuse était répartie entre les quatre “écoliers” selon leurs dispositions particulières. René Gilbert peignait les têtes, Wagner les mains, Antonio de la Gandara les draperies, Salis, enfin, les fonds et les paysages.»
«De hecho, sobre todo tenía como finalidad inmediata, aunque no declarada, la confección en serie de viacrucis a ocho y catorce francos cada uno para una tienda de artículos religiosos en el barrio de Saint Sulpice. El trabajo, tan tedioso, se repartía entre los cuatro «alumnos» según sus habilidades particulares. René Gilbert pintaba las cabezas, Wagner las manos, Antonio de la Gándara los cortinajes y Salis, por último, los fondos y paisajes.»

Para asociar el arte y el bar, tuvo la idea de crear un café «en el más puro estilo de Luis XII... con una lámpara de hierro forjado de la época bizantina, donde caballeros, burgueses y campesinos estarían invitados desde ese momento a beber la absenta habitual de Víctor Hugo y la preferida de Garibaldi, así como el hipocrás, en copas de oro.» En realidad, el primer cabaret Le Chat Noir, abierto en noviembre de 1881, empezó sirviendo vino peleón en un local básico, pero en la puerta los huéspedes ya eran recibidos por un suizo espléndidamente ataviado, cubierto de oro de los pies a la cabeza, encargado de hacer entrar a pintores y poetas, mientras dejaba fuera a los «infames curas y militares». El mordaz Salis expuso sobre una alta chimenea de mármol «el cráneo de Luis XIII, niño».

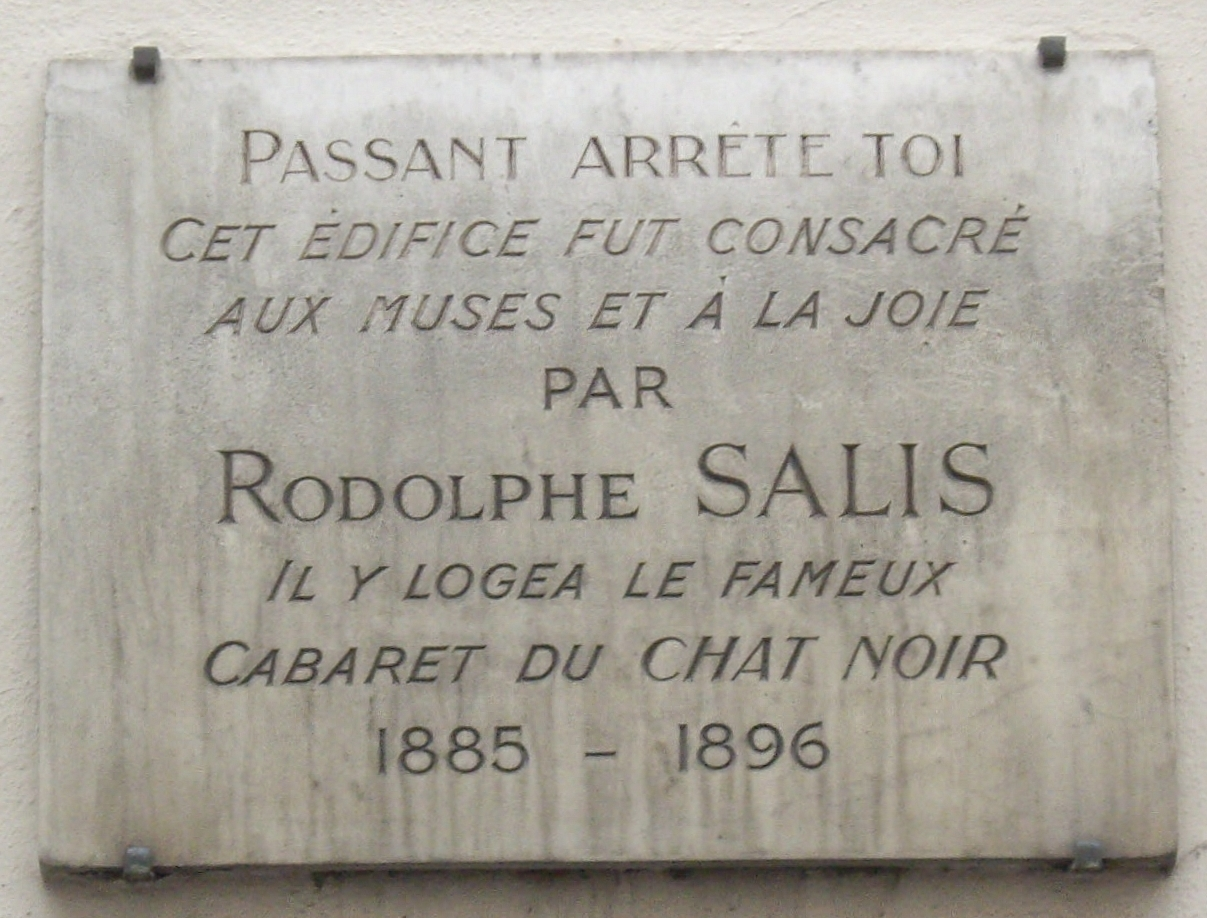
Placa conmemorativa en el número 12 de la calle Victor-Massé.

El 10 de junio de 1885, Salis se trasladó a bombo y platillo a un nuevo local situado en el 12 de la calle Victor-Massé.
Salis había conocido hacía algún tiempo a Émile Goudeau, quien lo había convencido para llevar a su local a sus hydropathes, quienes se reunían hasta entonces en la orilla izquierda. En seguida, los poetas y compositores que se reunían en Le Chat Noir atrajeron a la mejor clientela de París. Venían, ante todo, por las frases agudas, dirigidas a menudo a los clientes, recibidos con un «¡Vaya! ¿Por fin has salido de la cárcel?» o «¿Qué has hecho con la furcia de ayer?» dirigido a un nuevo cliente acompañado claramente de su esposa. Una noche, el futuro rey Eduardo VII fue abordado en estos términos: «¡Anda, mira ese: parece el Príncipe de Gales que se ha meado!»
Todos los viernes, el almuerzo era el momento de preparar las actuaciones y la revista de humor. De una mezquindad legendaria, Rodolphe Salis encontraba mil excusas para no pagar al personal, ni a los proveedores ni a los artistas. Como tenía éxito, exigía incluso a quienes acogía en Le Chat Noir que le pagasen. Pero su elocuencia, su capacidad de organización y su personalidad excepcional atraían a su local a artistas de todo tipo y a un público cada vez más numeroso. Se le ocurrió la idea de tocar música en su cabaret y puso un piano, innovación poco menos que prohibida entonces, lo que le permitió adelantarse a la competencia. Escribe Laurent Tailhade:

«Homme carré d'épaules, roux de poil et de teint vermillonné. Sans âge encore que bedonnant, le visage griffé de nombreuses rides, il poitrinait dans un romantique pourpoint dont le satin à ramages contrastait avec la sobriété d'une redingote sombre. Intacte, sa chevelure fauve s'accordait avec sa barbe cuivrée et lui donnait l'air d'un reître flamand... Baryton de bronze, emphatique, mordant et goguenard dont les tonnerres bafouaient cyniquement les philistins... Prodigieuse nature de charlatan.»
«Hombre de anchas espaldas, pelirrojo y de tez también rojiza. De edad difícil de precisar, aunque barrigudo y con el rostro marcado por muchas arrugas, se pavoneaba con un romántico chaleco cuyo raso bordado contrastaba con la sobriedad de una levita oscura. Incólume, su cabellera leonada hacía juego con su barba cobriza y le daba el aspecto de un mercenario flamenco... Con una potente voz de barítono, enfática, mordaz y sarcástica cuyo trueno escarnecía cínicamente a los filisteos... Prodigiosa naturaleza de charlatán.»

En la década de 1890 comenzó una gira por toda Francia, alquilando los teatros y los locales donde actuaba —algo que no se hacía en aquella época—, cobrando siempre la entrada y a menudo evitando pagar, con diversos pretextos, el precio del alquiler de la sala.

## Le Chat Noir

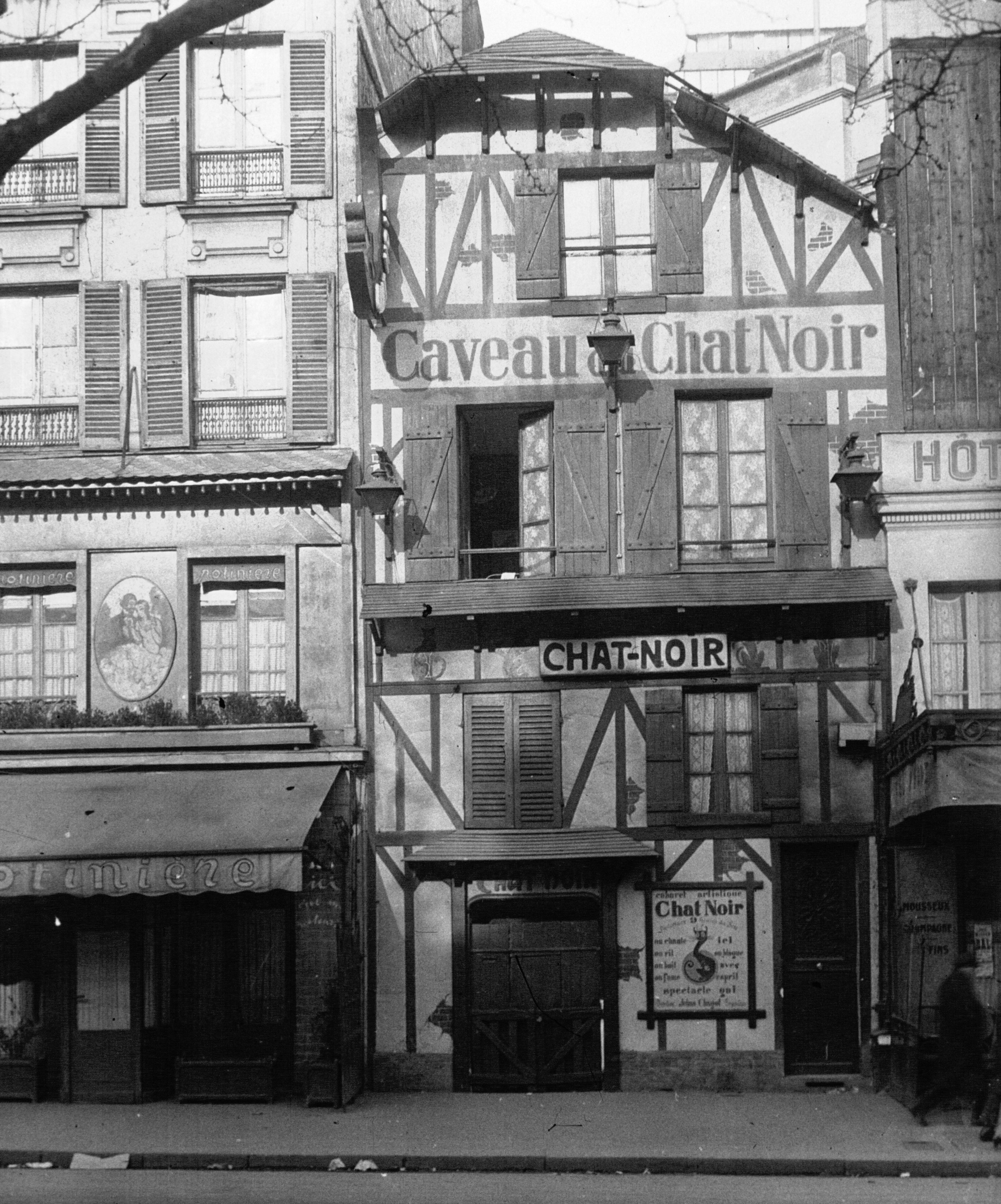
Le Chat Noir en 1929.
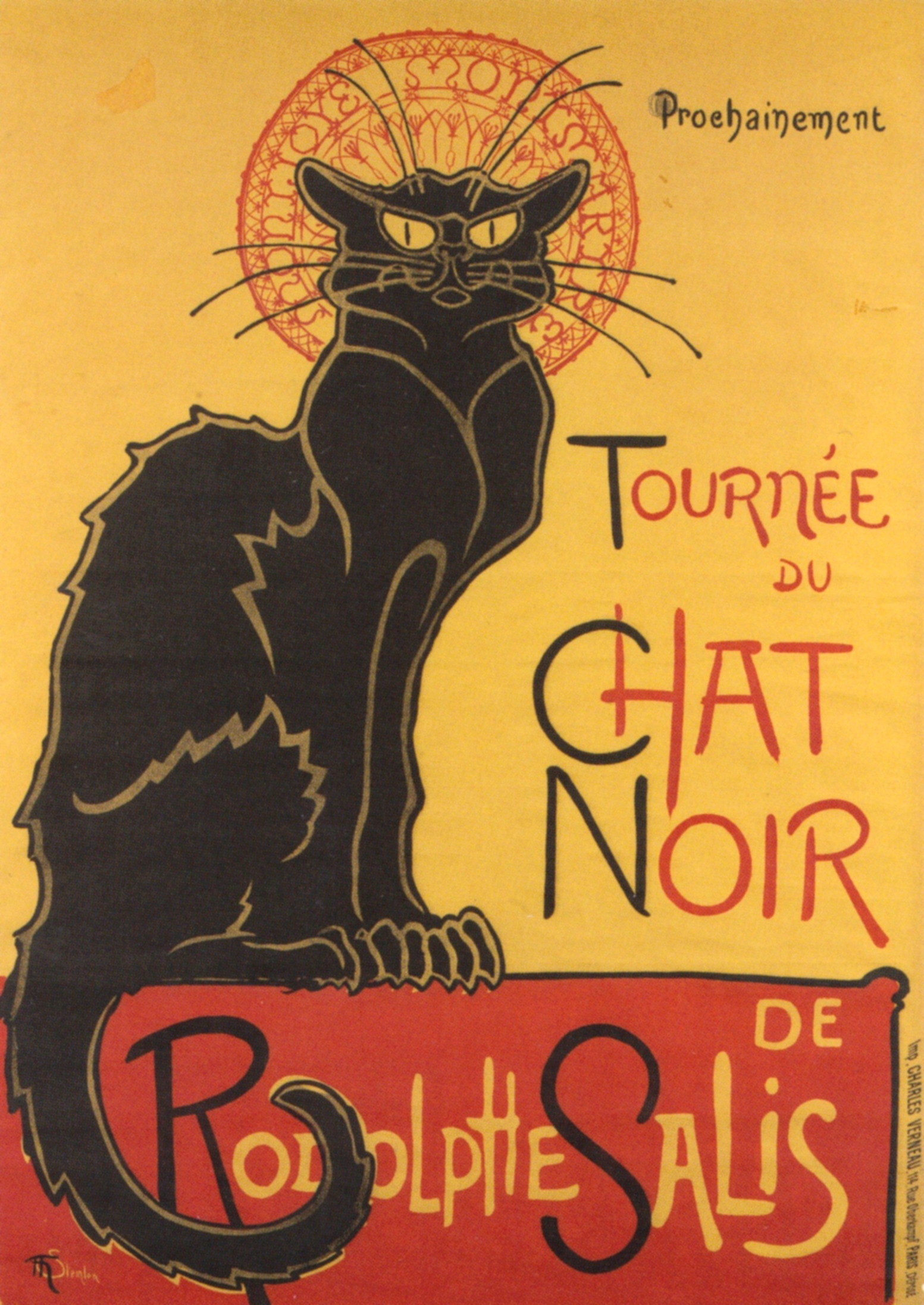
Steinlen: cartel de la gira de Le Chat Noir, 1896.
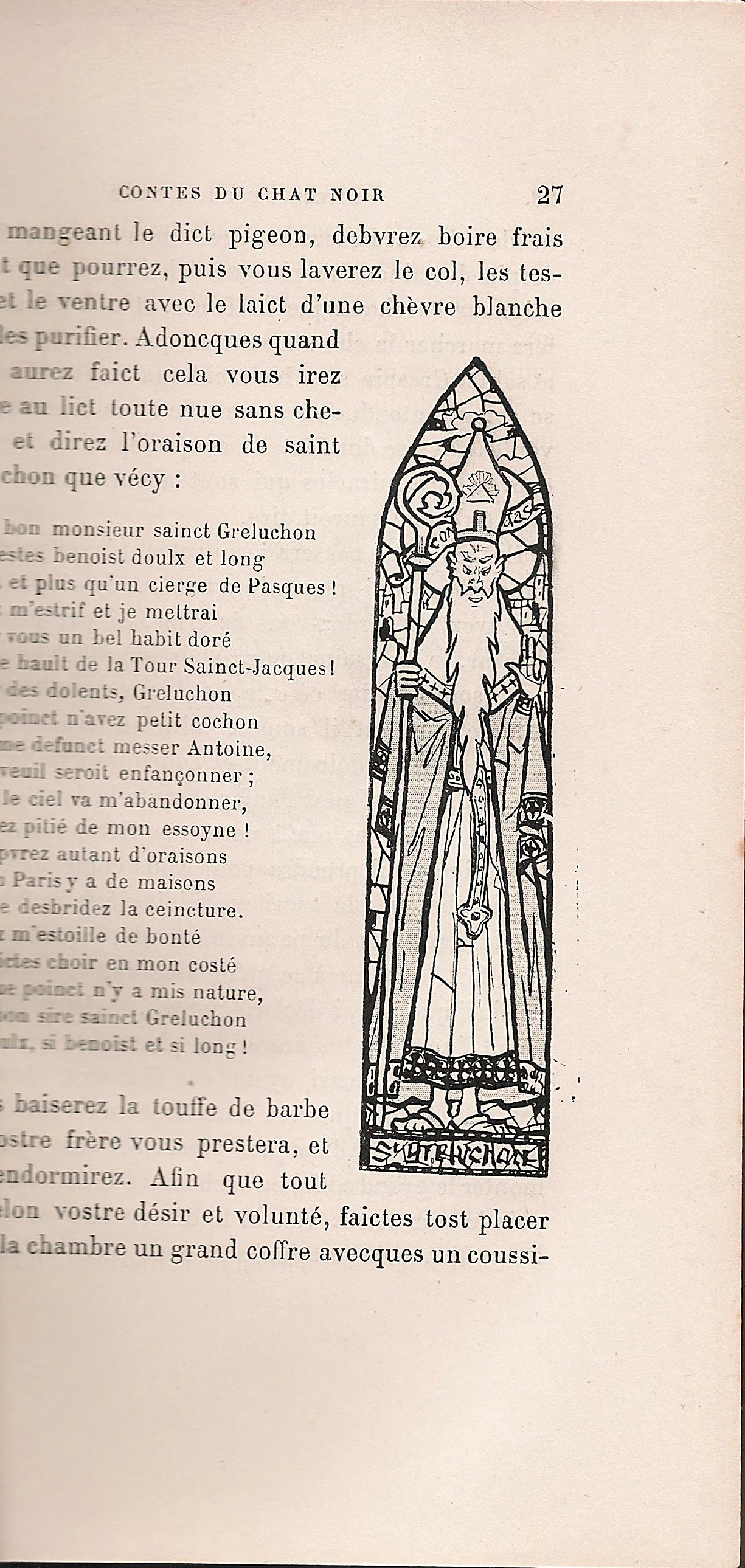
Les Contes du Chat Noir de Rodolphe Salis. Página 27 del tomo 1: L'Hiver.

## Homenajes
- Varias calles llevan su nombre en Châtellerault, Naintré y Marigny-Brizay, en el departamento francés de Vienne.
- En el número 68 del bulevar Clichy de París existe una placa que reza: «Ici s'élevait le caveau du Chat Noir fondé par Rodolphe Salis.»[8]

## Publicaciones
- Les Contes du Chat Noir. París, La Librairie illustrée.